# Orós Alto
Orós Alto ist ein spanischer Ort in der Provinz Huesca der Autonomen Gemeinschaft Aragonien. Orós Alto gehört zur Gemeinde Biescas. Das Dorf in den Pyrenäen liegt auf 835 Meter Höhe und hatte 21 Einwohner im Jahr 2015.

## Sehenswürdigkeiten
- Pfarrkirche San Esteban aus dem 17. Jahrhundert

## Weblinks

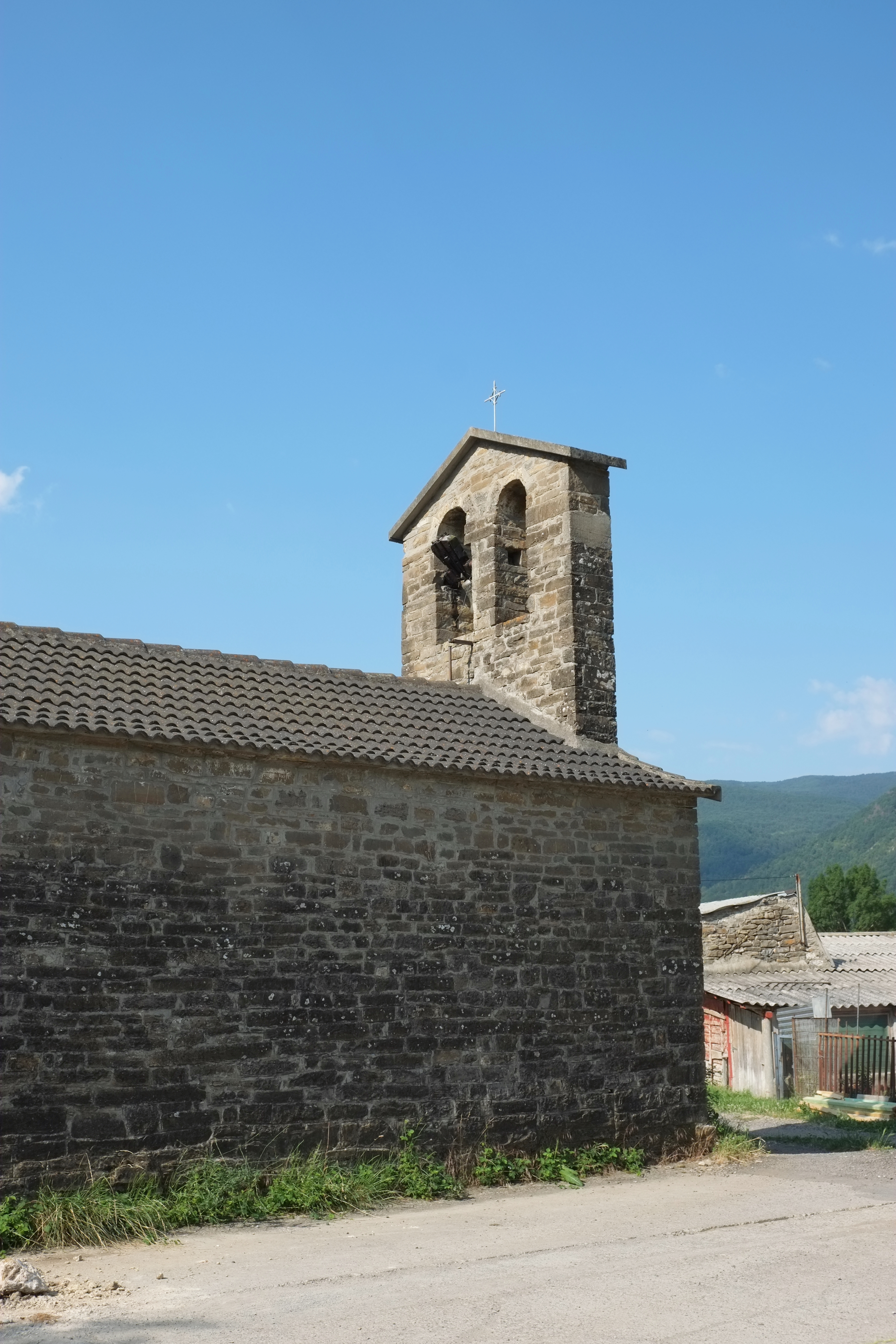
Kirche San Esteban